# Zelfportret met percussie
Zelfportret met percussie, voor percussie en groot ensemble, is een compositie van de Zweedse Nederlander (of andersom) Klas Torstensson.
Torstensson heeft een aantal jaren gewerkt aan zijn magnum opus, de opera De Expeditie. Daarna begon hij aan Lantern Lectures, waarvan in 2006 het laatste deel verscheen; het zelfportret. De eerste vier delen zijn instrumentaal en gaan over de natuurkrachten, ontstaan van rotsformaties in delen I en II; deel III behandelt het Noorderlicht en deel IV over zogenaamde gletsjermolens, plaatsen waar stenen in de gletsjer maar blijven rondcirkelen.
Deel V, het zelfportret, gaat over wat delen I tot en met IV teweeg hebben gebracht bij de componist. Dit deed de componist door dat te vertalen naar het slagwerk en percussie, dat hij gedurende zijn jeugd hoorde in allerlei bands, van The Beatles tot de Rolling Stones, en de muziek van Frank Zappa met zijn Mothers of Invention. Ook jazzachtige muziek in de trant van Heikki Sarmanto komt af en toe bovendrijven. Door dit alles te verwerken ontstaat een enorm palet aan klanken, die doen denken aan La Mer van Claude Debussy alleen is hier alles uit elkaar getrokken en is het windkracht 11 op zee. Melodie is er nauwelijks, de muziek moet het hebben van haar kracht of juist ontbreken daarvan; de blijdschap en vrolijkheid tegenover een ongekende droefheid. De delen spreken eigenlijk voor zich; ze worden aan elkaar "gelast" door drie processies; herkenbare thema’s in herkenbare samenstelling. Een vergelijking qua structuur biedt zich aan in de hoedanigheid van Schilderijententoonstelling van Modest Moessorgski.

## Delen
1. Processie I (2:38)
2. Aquarel (3:59); overlappende klanken; onscherp;
3. Specht (4:11); het gehak van een snavel tegen een boom;
4. Processie II (1:25)
5. Koebellen (7:48); het centrale deel van de compositie, waarbij contrasten tussen piano en forte uitgewerkt zijn; het werd door Bas van Putten vergeleken met Anton Webern die zit te kijken naar voorbijlopende koeien van zijn overleden buurman Gustav Mahler op een rustige zomeravond; beide componisten konden de uiterste wanhoop verbeelden in hun muziek; Webern door de muziek terug te brengen naar enkele klanken; Mahler door juist zo veel mogelijk instrumenten tegelijk te gebruiken; Torstensson dikt vooral dat laatste aan door veel gebruik te maken van de laagste stemmen van de muziekinstrumenten, bijvoorbeeld de contrafagot;
6. Kretsande (2:48); krasgeluiden van schaatsen over het ijs;
7. Verbogen klanken (5:17)
8. Processie III (1:58)
9. Voortgang (7:20); de muziek wil vooruit, maar wordt steeds op zijn basis teruggeworpen om zich weer verder te ontwikkelen; alles via een natuurlijke weg.

Het werk is geschreven in een concerto-vorm voor percussie en orkest. De gehele cyclus Lantern Lectures is in opdracht geschreven voor Nouvel Ensemble Modern (Canada), Klangforum Wien, Asko en KammarensembleN (Zweden).

## Bron en discografie
- Uitgave Donemus: Hans Leenders dirigeert Peppie Wiersma en het Asko ensemble